# (37347) 2001 SB287
2001 SB287 (asteroide 37347) é um asteroide da cintura principal. Possui uma excentricidade de 0.18025340 e uma inclinação de 16.62287º.
Este asteroide foi descoberto no dia 22 de setembro de 2001 por NEAT em Palomar.